# Partheniosz (költő)
Partheniosz (?) görög költő.
A Szuda-lexikon mint epikus költőt említi. Mellékneve „Khaosz” volt, ezt feltehetően zavaros és homályos előadásmódja miatt kaphatta. Életéről mindössze annyit tudunk, hogy Kéosz szigetéről származott, működésének pontos ideje ismeretlen. Munkáiból töredékek sem maradtak fenn.